# Un'emozione in più
 Un'emozione in più és una pel·lícula italiana del 1979, l'opera prima del director Francesco Longo.

## Argument
L'ancià pensionista vidu Giuseppe Colamonici és un granger de la Pulla que va emigrar a Milà: es fa útil com a cambrer i mainadera per als nens que l'hostatgen, però finalment el traslladen a l'hospital.
L'home, entre la soledat i la nostàlgia de la seva terra, entra en contacte amb el món consumista. Però, casualment, coneix a Daniela, una jove friülana marginada, també d'origen camperol, que treballa de criada en una taverna. Els dos s'entenen sobre la marxa i troben la profunditat de les seves arrels.
Primer neix una simpatia mútua i després, malgrat la diferència d'edat, una autèntica relació sentimental. Els familiars estan en contra d'aquest vincle. Després, els dos marxen junts cap a la ciutat de Salento on va néixer el vidu i viuen un període feliç: fuga amorosa, però també un viatge de records.
Daniela queda enlluernada per la bellesa dels llocs, però després marxen cap al nord, amb una consciència renovada.

## Repartiment
- Mara Venier: Daniela
- Francesco Di Federico: Giuseppe Colamonici
- Luca Bonicalzi: Domenico
- Germano Altomanni:
- Graziella Conana:
- Libera Martinelli:
- Maria Giovanna D'Elia: cunyada de Daniela

## Producció
Produït per una cooperativa bolonyesa i dirigit per Francesco Longo, debutant com a director. Rodada a la Pulla, en particular a Veglie, Lecce, Santa Cesarea Terme i Poggiardo.

## Premi
- Va participar al Festival Internacional de Cinema de Sant Sebastià 1979, on va rebre un dels Premis Donostia als nous realitzadors.[4]
- Laceno d'oro: targa 1979 per Mara Venier i Francesco De Federico.

## Critica
| « | Dividit en capítols, amb llegendes de conte de fades que subratllen el seu to ingenu, és una primera obra de l'artista pul·lià Longo (1931) que oscil·la perillosament entre patetisme i ironia, realisme i distorsió del conte de fades, senzillesa i manera, tendresa i dolçor. Com una fruita no madura a la meitat i massa madura a l'altra. | » |

El 2004 es va fer una versió restaurada de la pel·lícula, vista prèviament a Veglie amb motiu de la Mostra dell'artigianato.